# Simone Osygus
Simone Osygus-Brune (Wuppertal, 30 september 1968) is een voormalig internationaal topzwemster uit Duitsland, die als sprinter uitkwam op de vrije slag. Ze vertegenwoordigde haar vaderland tweemaal op rij op de Olympische Spelen: in 1992 (Barcelona) en 1996 (Atlanta).
Bij beide gelegenheden won ze een zilveren en een bronzen medaille op de vrijeslagestafette (4x100 vrij en 4x200 vrij). Na haar actieve carrière was Osygus onder meer trainer-coach bij de Bundesliga-volleybalclub SV Bayer Wuppertal.
- Gemeinsame Normdatei: 173230407
- International Standard Name Identifier: 0000 0003 5791 6207
- Virtual International Authority File: 187720581
- WorldCat: E39PBJdCrKK6FGT9x97yQQMVmd